# Dragan Drašković
Dragan Drašković (cyryl. Драган Драшковић, ur. 1 września 1988 w Kotorze) – czarnogórski piłkarz wodny, olimpijczyk.
W 2012 roku reprezentował swój kraj na igrzyskach w Londynie – w turnieju piłki wodnej zajął, wraz z reprezentacją, czwarte miejsce. Zawodnik klubu Nuoto E Canottaggio.